# Milligania
Milligania es un género con 5 especies de plantas bulbosas perteneciente a la familia Asteliaceae. Es originario de Tasmania.

## Taxonomía
El género fue descrito por Joseph Dalton Hooker  y publicado en Hooker's Journal of Botany and Kew Garden Miscellany 5: 296. 1853. La especie tipo es: Milligania longifolia

## Especies
- Milligania densiflora
- Milligonia johnstonii
- Milligania lindoniana
- Milligania longifolia
- Milligania stylosa